# هنری هاردینگ
هنری هاردینگ (انگلیسی: Henry Hardinge, 1st Viscount Hardinge; ۳۰ مارس ۱۷۸۵ – ۲۴ سپتامبر ۱۸۵۶) سیاست‌مدار اهل پادشاهی متحد بریتانیای کبیر و ایرلند بود. وی همچنین برندهٔ جوایزی همچون نشان حمام شده‌است.